# 대구남도초등학교
대구남도초등학교는 대한민국 대구광역시 남구에 있는 공립 초등학교이다. 교목은 소나무이며, 교화는 장미이다. 행복한 학교운영을 위한 학부모 교육활동이 잘 이루어지고 있어 학부모의 교육 만족도가 높다. 

## 학교 연혁
- 1968-06-20 대구남도국민학교 교명변경(4학급)
- 1968-10-14 병설유치원 설립인가(5학급)
- 1969-03-01 17학급 편성(1~4학년 1,243명)
- 1969-07-31명덕, 대명국민학교에 분산 교육하다가 본교로 이전
- 1996-03-01 대구남도초등학교로 교명변경(6학급)
- 2008-04-23 대구남도초등학교 특수반 개칭
- 2010-02-11 제39회 졸업식
- 2012-03-02 시업식 및 입학식 33학급 편성(특수학급 2학급 편성)
- 2014-03-03 시업식 및 입학식 34학급 편성
- 2015-02-13 제44회 졸업(졸업생121명, 총 19,366명)
- 2015-03-02 시업식 및 입학식 34학급 편성(특수학급 2학급 포함)
- 2016-03-01 기업가정신 연구학교(2년)
- 2016-03-14 시업식 및 입학식 32학급 편성
- 2017-09-01 제19대 배남숙 교장선생님 부임
- 2018-02-17 제47회 졸업식 (졸업색 112명, 총 19,744명)
- 2020-12-31 교육활동 유공학교 표창
- 2021-02-10 제50회 졸업(졸업생 107명, 20,098명)
- 2021-03-01 26학급 편성(특수학급 2학급 포함)
- 2021-03-01 제20대 박호길 교장선생님 부임
- 2022-02-15 제51회 졸업(졸업생 93명, 총 20,191명)
- 2022-03-01 24학급 편성(특수학급 2학급 포함)
- 2023-02-10 제52회 졸업(졸업생 92명, 총 20,283명)
- 2023-03-01 23학급 편성(특수학급 2학급 포함)
- 2024-02-08 제53회 졸업(졸업생 107명, 총20,390명)
- 2024-03-01 제21대 최선주 교장 선생님 부임
- 2025-02-10 제54회 졸업(졸업생 100명, 총 20,490명)
- 2025-03-01 26학급 편성(특수학급 2학급 포함)
- 2025-03-01 제22대 문성순 교장 선생님 부임